# Stanovništvo Gruzije
Demografske karakteristike stanovništva Gruzije uključuju promjene broja stanovnika, gustoću naseljenosti, etničku pripadnost, stupanj obrazovanja, zdravlje, ekonomski status, vjeroispovijest i druge aspekte stanovništva.
Demografsku situaciju u Gruziji, kao i u nekim drugim bivšim sovjetskim republikama (osobito Estoniji i Latviji), karakteriziraju dva istaknuta obilježja od neovisnosti, pad ukupnog broja stanovnika i značajna "gruzijacija" etničkog sastava. Udio etničkih Gruzijaca porastao je za punih 10 posto u razdoblju od 1989. do 2002. godine, s 73,7% na 83,7% stanovništva.
Dok je Gruzija bila dio Sovjetskog Saveza i tijekom prvih godina neovisnosti rastao je broj stanovnika, s manje od 4 milijuna 1950. na 5,5 milijuna 1992. godine. Potom se taj trend promijenio, a broj stanovnika počeo padati, spustivši se na 4,5 milijuna u 2005. godini prema procjenama Gruzijskog odjela za statistiku. Ova brojka predstavlja ukupnu populaciju, uključujući i separatističke regije Abhaziju i Južnu Osetiju, čije se stanovništvo 2005. godine procjenjivalo na 178.000 i 49.200. Bez Abhazije i Južne Osetije, stanovništvo u regijama pod kontrolom središnje države je 4.321.500 u 2005. i 4.382.100 u 2008. godini. (usporedba 2008. s CIA procjenom 4.630.841 za cijelu Gruziju, uključujući Abhaziju i Južnu Osetiju)
Popis stanovništva iz 2002. godine u Gruziji otkrio je gubitak od 1,1 milijun ljudi ili 20% stanovništva, od ranih 90-ih godina. Pad gruzijskog stanovništva uzrokovan je iseljavanjem u potrazi za poslom i oštrog pada stope nataliteta. Od proglašenja neovisnosti Gruziju je napustilo 300.000 Rusa, 200.000 Gruzijaca, 200.000 Armenaca, 85.000 Grka, 50.000 Azerbejdžanaca, 50.000 Ukrajinaca i 20.000 Židova.